# جوزف تیلور
جوزف هورتون تیلور(به انگلیسی: Joseph Hooton Taylor, Jr) (زادهٔ ۲۹ مارس ۱۹۴۱ در فیلادلفیا، پنسیلوانیا) فیزیک‌دان آمریکایی و برنده جایزه نوبل فیزیک در سال 1993.
دکتر تیلور متخصص انرژی‌های کیهانی است و به همراه همکارش راسل آلن هالس به خاطر اثبات عملی یکی از نظریات اینشتین جایزه نوبل فیزیک ۱۹۹۳ را دریافت کرد.

## جوایز و افتخارات
- جایزه دنی هینمن در اخترفیزیک جامعه اخترشناسی آمریکا (۱۹۸۰)(inaugural)
- Fellow of the فرهنگستان هنر و علوم آمریکا (۱۹۸۲)[۱]
- نشان هنری دراپر آکادمی ملی علوم (۱۹۸۵)[۲]
- Tomalla Foundation Prize (۱۹۸۷)
- Magellanic Premium (1990)
- مدال آلبرت اینشتین (۱۹۹۱)
- John J. Carty Award for the Advancement of Science of the National Academy of Sciences (۱۹۹۱) (فیزیک)[۳]
- جایزه ولف در فیزیک (۱۹۹۲)
- جایزه نوبل فیزیک (۱۹۹۳)
- Karl Schwarzschild Medal (۱۹۹۷)
- جایزه دنی هینمن در اخترفیزیک

## گفتاورد
در چند سال اخیر متوجه شده‌ام که دانشمندان خیلی بیشتر از من در مورد این که آینده چه چیزی برای آن‌ها به هم‌راه خواهد آورد نگران هستند. چه طور می‌توان وارد بهترین دانشگاه شد، با نام‌های بزرگ کار کرد، بهترین بورس فوق دکترا را گرفت و یک جایگاه محکم و مطمئن در دانشگاه پیدا کرد؟
جهت‌گیری من که بر روی بسیاری از تصمیمات حرفه‌ای‌ام تأثیرگذار بوده به این صورت است که بدون آینده‌نگری طولانی، راهی را انتخاب می‌کنم که در مسیر آن هیجان وجود داشته باشد.